# Theodor Grädler
Theodor Grädler, detto Teddy (Landshut, 5 settembre 1921), è un regista e sceneggiatore tedesco, attivo principalmente in campo televisivo e teatrale.
Come regista, ha lavorato in una cinquantina di differenti produzioni televisive, tra la fine degli anni cinquanta e la fine degli anni novanta. Ha diretto, tra l'altro, numerosi episodi delle serie televisive poliziesche Der Kommissar (1969-1976), L'ispettore Derrick (1975-1995), Der Anwalt (1977-1978) e Il commissario Köster/Il commissario Kress (Der Alte, 1978-1989).

## Biografia
Nato il 5 settembre 1921 a Landshut, in Baviera, da ragazzo completò l'apprendistato agricolo e prese lezioni di recitazione. Già nel 1938 il diciassettenne fece il suo debutto da attore al teatro di Ingolstadt. Durante la Seconda Guerra Mondiale, sebbene arruolato, fece parte dell'ensemble del Teatro Popolare di Monaco di Baviera sotto la direzione di Willem Holsboer. Nel 1947 Johannesfeuer fu il primo spettacolo teatrale di cui tenne la regia. Per un periodo collaborò anche con il teatro di Straubing e nel 1949 lavorò come attore e regista a Vienna. Dal 1955 fu coinvolto anche nella creazione della televisione austriaca. Dal 1960 fu collaboratore freelance per la televisione sia austriaca che tedesca.
A partire dal 1955 lavorò soprattutto come regista e la sua attività iniziale di sceneggiatore passò sempre più in secondo piano. Con un episodio di Das Kriminalmuseum nel 1964 diresse il suo primo thriller televisivo. Tra il 1969 ed il suo ultimo lavoro nel 1995 si occupò della regia di quasi 200 episodi di note serie poliziesche, ed in particolari quelle prodotte da Helmut Ringelmann: Der Kommissar, Polizeiinspektion 1, Der Alte e soprattutto L'ispettore Derrick furono modellate dell'esperto stile di Grädler. Solo per la serie cult L'ispettore Derrick ha diretto 51 dei 281 episodi, tra i quali il primissimo episodio girato nel 1973 (ma poi trasmesso come quarto totale e primo della seconda stagione nel 1975), intitolato Mitternachtbus (in italiano: "Pullman di mezzanotte")
Terminata l'attività di regista nel 1995 di Theodor Grädler, padre di un figlio, si sono perse le tracce. Viveva a Monaco di Baviera, dove per altro ha svolto il grosso del suo lavoro, e le ipotesi che lo danno per deceduto in Italia attorno al 2005 non sono state ad oggi verificate.

## Filmografia parziale

### Regista
- Die Conways und die Zeit (1958)
- Der Fall Pinedus (1959)
- Der Verräter (1959)
- Das Kreuz - film TV (1960)
- Die Verschwörung des Fiesco zu Genua (1961)
- Urfaust (1961)
- Paganini (1961)
- Musik aus aller Welt (1961)
- Der Wittiber (1962)
- Donadieu -(1962)
- Hotel du Commerce (1963)
- Das Kriminalmuseum - serie TV, 4 episodi (1964-1968)
- Die fünfte Kolonne - serie TV, 1 episodio (1965)
- Der Pfarrer von Gillbach (1968)
- Reiterattacke (1968)
- Der Kommissar - serie TV, 27 episodi (1969-1976)
- Die Reise nach Steiermark (1971)
- L'ispettore Derrick - serie TV, 50 episodi (1975-1995)
- Der Anwalt - serie TV, 21 episodi (1977-1978)
- Polizeinspektion 1 - serie TV, 4 episodi (1977-1986)
- Il commissario Köster/Il commissario Kress (Der Alte) - serie TV, 30 episodi (1978-1989)
- Es geigt sich was (1987)
- Einfaches Leben (1988)
- Eichbergers besondere Fälle - serie TV (1988)

### Sceneggiatore
- Die Conways und die Zeit (1958)
- Der Fall Pinedus (1959)
- Der Verräter (1959)
- Die Verschwörung des Fiesco zu Genua (1961)
- Hotel du Commerce - (1963)
- Der Pfarrer von Gillbach (1968)